# 邁氏割齒喉盤魚
邁氏割齒喉盤魚，為輻鰭魚綱鱸形目喉盤魚亞目喉盤魚科的其中一種，分布於中東太平洋區，從加利福尼亞灣中部至哥倫比亞海域，體長可達3公分，屬底棲性魚類。